# Owidz
Owidz – wieś kociewska w Polsce położona w województwie pomorskim, w powiecie starogardzkim, w gminie Starogard Gdański nad Wierzycą.
W latach 1945–1998 (także po 1975) miejscowość nieprzerwanie należała do województwa gdańskiego.
W miejscowości tej funkcjonowało przez wiele lat Państwowe Technikum Rolnicze z internatem. 
We wsi działa klub sportowy "Sprint" z aktywną sekcją petanque. "Sprint" jest jednym z trzech klubów bularskich z województwa pomorskiego zrzeszonych w Polskiej Federacji Petanque.
W 2012 roku w Owidzu została otwarta dla publiczności rekonstrukcja grodu wczesnośredniowiecznego Grodzisko Owidz o powierzchni 45 tys. m kw., z dwiema wieżami (obronną i mieszkalną), pełniącymi funkcję punktów widokowych. Zbudowano także budynek wystawienniczy, w którym można oglądać efekty wykopalisk. Historyczne grodzisko znajduje się w zakolu Wierzycy, opływającej je od strony północnej i wschodniej. Należy do największych tego typu obiektów na Kociewiu. Powstało na początku XI wieku w efekcie umacniania się Polan na tym terenie za panowania Bolesława Chrobrego. W 1282 Owidz przeszedł w ręce Krzyżaków i został włączony do komturii gniewskiej.

## Zabytki
Według rejestru zabytków NID na listę zabytków wpisany jest zespół dworski, k. XIX, nr rej.: A-1167 z 25.05.1987:
- dwór, eklektyczny z wieżyczką, kilkakrotnie przebudowywany[5]
- park
- dom mieszkalny
- stodoła
- obora.